# اوزون‌دره (ارزروم)
اوزون‌دره (به ترکی استانبولی: Uzundere، به ارمنی: Ազորդ، به کردی: Azort) یک منطقهٔ مسکونی در ترکیه است که در استان ارزروم واقع شده‌است.